# Antony Alonso
Antony Daniel Alonso Espinosa (Montevideo, 11 de mayo de 1998) es un futbolista uruguayo nacionalizado argentino que se desempeña como delantero. Su actual club es el Deportivo Riestra de la Primera División de Argentina, a préstamo desde Justo José de Urquiza

## Trayectoria

### Primeros años
Nació en Montevideo, Uruguay, aunque a sus pocos meses de vida su familia se mudó a General Rodríguez, en el país vecino, Argentina. Inició su carrera futbolística en una escuelita de baby fútbol  llamada 25 de Mayo, del barrio Raffo
de su localidad.

### Atlas
En el año 2017 ingresó en las divisiones inferiores del Club Atlético Atlas y debutó en primera al poco tiempo. Se convirtió en una pieza clave del equipo titular y disputó 32 partidos, anotando 23 goles.

### Justo José de Urquiza
En el 2019 rescindió contrato con el club de General Rodríguez y fue fichado por Justo José de Urquiza, de la Primera B Metropolitana.
Estuvo a préstamo en el Club Atlético Temperley, donde jugó 5 partidos y marco 1 gol.

## Clubes
| Club              | País      | Año         |
| ----------------- | --------- | ----------- |
| Atlas             | Argentina | 2017 - 2018 |
| J.J. de Urquiza   | Argentina | 2019 - 2021 |
| Temperley         | Argentina | 2020        |
| Guaireña          | Paraguay  | 2022        |
| J.J. de Urquiza   | Argentina | 2023        |
| Deportivo Riestra | Argentina | 2024 - Act. |